# São José de Princesa
São José de Princesa is een gemeente in de Braziliaanse deelstaat Paraíba. De gemeente telt 4.756 inwoners (schatting 2009).
De gemeente grenst aan Manaíra, Princesa Isabel en Triunfo (Pernambuco).